# I. liga 1964-1965
L'edizione 1964/65 del campionato cecoslovacco di calcio vide la vittoria finale dello Spartak Praga Sokolovo.
Capocannoniere del torneo fu Pavol Bencz dello Jednota Trenčín con 21 reti.

## Classifica finale
|    | Classifica              | G  | V  | N  | P  | GF | GS | DR  | Pti |
| -- | ----------------------- | -- | -- | -- | -- | -- | -- | --- | --- |
| 1  | Spartak Praga Sokolovo  | 26 | 18 | 6  | 2  | 59 | 22 | +37 | 40  |
| 2  | Tatran Prešov           | 26 | 15 | 3  | 8  | 38 | 22 | +16 | 33  |
| 3  | VSS Košice              | 26 | 11 | 8  | 7  | 35 | 31 | +4  | 30  |
| 4  | Slovnaft Bratislava     | 26 | 11 | 7  | 8  | 33 | 22 | +11 | 29  |
| 5  | Jednota Trenčín         | 26 | 13 | 3  | 10 | 47 | 33 | +14 | 29  |
| 6  | Slovan CHZJD Bratislava | 26 | 7  | 14 | 5  | 35 | 26 | +9  | 28  |
| 7  | Baník Ostrava           | 26 | 11 | 6  | 9  | 44 | 33 | +11 | 28  |
| 8  | Dukla Praga             | 26 | 9  | 9  | 8  | 37 | 24 | +13 | 27  |
| 9  | Slovan Teplice          | 26 | 12 | 1  | 13 | 31 | 53 | -22 | 25  |
| 10 | Spartak Trnava          | 26 | 8  | 8  | 10 | 33 | 36 | -3  | 24  |
| 11 | Spartak ZJS Brno        | 26 | 7  | 10 | 9  | 19 | 26 | -7  | 24  |
| 12 | SONP Kladno             | 26 | 6  | 6  | 14 | 31 | 44 | -13 | 18  |
| 13 | Bohemians ČKD Praga     | 26 | 5  | 7  | 14 | 29 | 48 | -19 | 17  |
| 14 | Jiskra Otrokovice       | 26 | 2  | 6  | 18 | 20 | 71 | -51 | 10  |

## Verdetti
- Sparta Praga Campione di Cecoslovacchia 1964/65.
- Sparta Praga ammessa alla Coppa dei Campioni 1965-1966.
- Bohemians Praga e Jiskra Otrokovice retrocesse.